# Динаджпур (город)
Динаджпур (бенг. দিনাজপুর) — город в Бангладеш, административный центр одноимённого округа.

## Географическое положение
Высота центра города составляет 33 метра над уровнем моря. Расположен на реке Пунарбхаба.

## Демография
Население города по годам:
| 1991    | 2001    | 2010    |
| ------- | ------- | ------- |
| 136 133 | 157 914 | 182 674 |